# Parque provincial de la Montaña de Okanagan
El parque provincial de la Montaña de Okanagan es un parque provincial del Distrito Regional Okanagan-Similkameen de la Columbia Británica (Canadá), situado en la montaña del mismo nombre y en el lado oriental del lago Okanagan, frente a Peachland e inmediatamente al sur de la ciudad de Kelowna. El parque es uno de los más grandes de la zona, con una superficie de 110,38 kilómetros cuadrados. La mayor parte del parque sólo es accesible a pie, a caballo, en bicicleta o en barco, ya que el acceso de los vehículos motorizados está restringido al personal y los técnicos de BC Parks que prestan servicio a las tres torres de telecomunicaciones del parque.
El parque comprende varios senderos, campamentos (incluidas seis zonas de campamentos marinos), lagos y grandes áreas de zonas silvestres. Las actividades más populares son el senderismo, la acampada, la navegación, la bicicleta de montaña y la caza (que está permitida).
Entre 1975 y 1993, alrededor de 84,5 hectáreas de tierra ahora incorporada al parque provincial de la Montaña Okanagan fue donada por el Dr. David Carruthers Murdoch a través del Nature Trust de Columbia Británica.

## Fauna y flora
El terreno pedregoso y abrupto es el hábitat de cabras de montaña, venado cola blanca, alce, ciervo canadiense, lince, y marta. El coyote también se encuentra en el parque. Las especies pequeñas pero muy importantes son el ratón cosechador occidental de lista azul, el  Sylvilagus nuttallii ( que se encuentra más al norte) y el murciélago Euderma maculatum.
El lagarto cocodrilo del norte y el eslizón del oeste pueden encontrarse bajo las rocas o la corteza en zonas boscosas abiertas. Otras especies de reptiles que se encuentran en el parque son la tortuga pintada occidental, la boa de goma, la serpiente topo, el corredor azul occidental y la serpiente cascabel occidental.
El parque protege el hábitat de especies de aves como el zampullín occidental y el pájaro carpintero de cabeza blanca.

## Incendios forestales

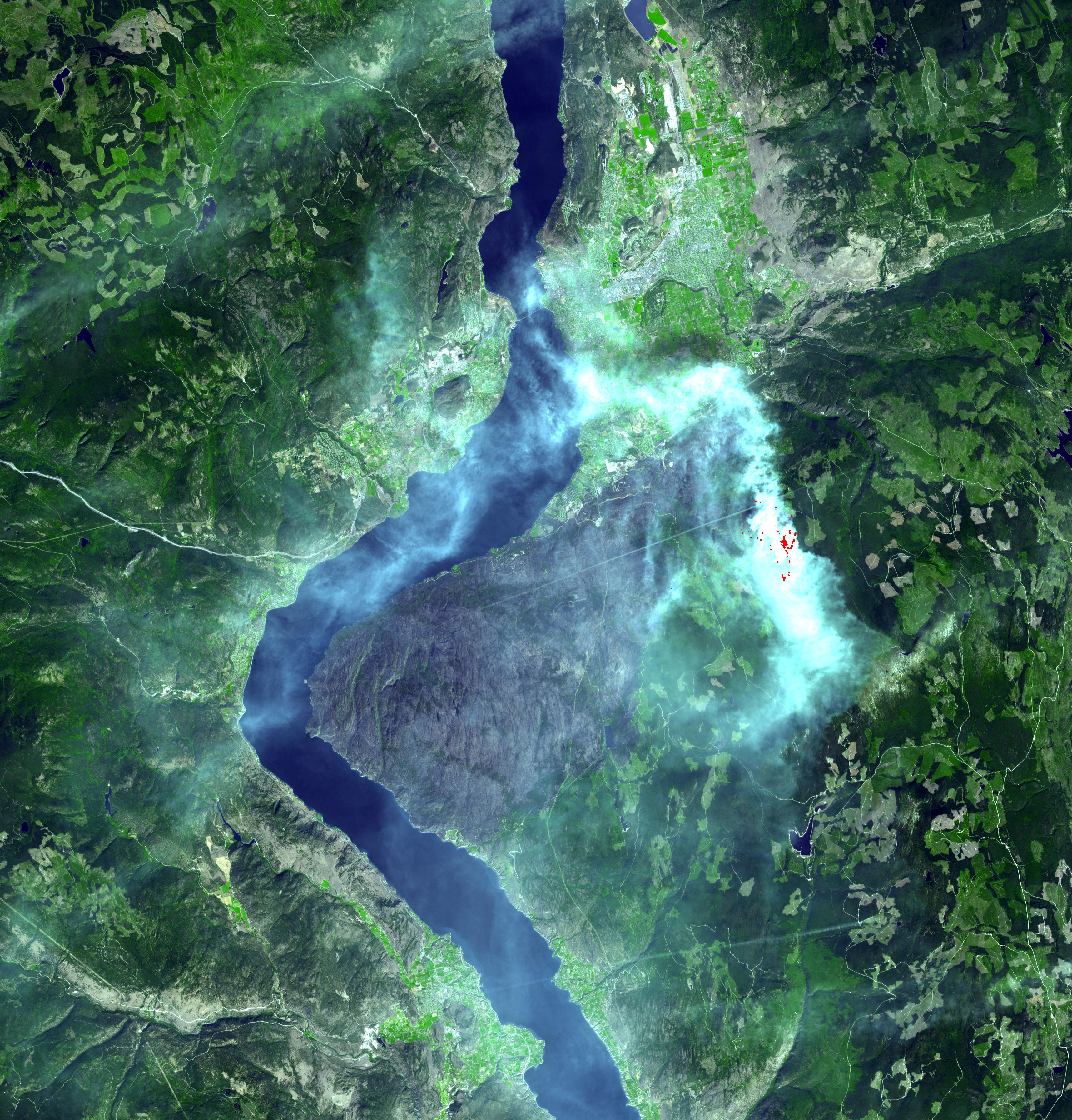
Incendio del parque de la Montaña Okanagan en 2003

En 2003, un incendio forestal comenzó en el parque cerca de Rattlesnake Island y se extendió rápidamente, llegando a quemar la mayor parte del parque. Los árboles quemados y otros peligros relacionados con el fuego suponían un peligro extremo y el parque fue cerrado. En 2005, el parque se reabrió después de mucho trabajo de limpieza, aunque muchos árboles quemados siguen siendo un peligro importante.
- Escorrentía matutina en el parque provincial de la Montaña Okanagan
- Los bosques se recuperan del incendio de 2007 en una mañana de primavera en la montaña de Okanagan
- Mañana de primavera sobre un estanque con ranas en la base de una ladera de la montaña Okanagan
- La luz que muere en la montaña de Okanagan